# الأمريكيون (مسلسل)
الأمريكيون (بالإنجليزية: The Americans)‏ هو مسلسل دراما تاريخي أمريكي من تأليف وإنتاج ضابط الاستخبارات الأميركية السابق جو وايسبرج. عرض لأول مرة في الولايات المتحدة في 30 يناير، 2013، على قناة FX وانتهى موسمه الثاني في 21 مايو، 2014.
تقع احداث المسلسل خلال فترة الحرب الباردة في ثمانينات القرن العشرين، المسلسل يروي قصة اليزابيث (كيري رسل) وفيليب جينينغز (ماثيو ريس)، ضابطين في الاستخبارات السوفييتية متنكران كزوجين أمريكين يعيشان في ضواحي العاصمة الأمريكية واشنطن مع طفليهما (هولي تايلور وكيدريتش سيلاتي).
يركز المسلسل على الحياة المهنية والخاصة للعائلة، أحيانا يتم دمج أحداث حقيقية في السرد. وصف المؤلف جو وايسبرج المسلسل بأنه في نهاية المطاف يتحدث عن الزواج.
في 16 أبريل، 2014، أعلنت FX عن تجديد الأمريكيون إلى موسم ثالث مكون من 13 حلقة، بدأ عرضه في 28 يناير، 2015.

## طاقم التمثيل والشخصيات

عائلة جينينغز

### الشخصيات الرئيسية
- كيري رسل بدور اليزابيث جينينغز (ناديجدا)، ضابطة في الاستخبارات السوفييتية.
- ماثيو ريس بدور فيليب جينينغز (ميشا)، ضابط في الاستخبارات السوفييتية.
- نواه إيميريش بدور ستان بيمان، عميل في مكتب التحقيقات الفيدرالي.
- هولي تايلور بدور بَيج جينينغز، ابنة فيليب واليزابيث.
- كيدريتش سيلاتي بدور هنري جينينغز، ابن فيليب واليزابيث.
- أنيت ماهندرو بدور نينا سرغيفنا، مُخبرة ستان السوفييتية وجاسوسة ثلاثية. (شخصية ثانوية في الموسم 1، شخصية رئيسية في الموسم 2)
- سوزان ميزنر بدور ساندرا بيمان، زوجة ستان. (شخصية ثانوية في الموسم 1، شخصية رئيسية في الموسم 2)
- أليسون رايت بدور مارثا هانسون، سكرتيرة العميل فرانك غاد ومُخبرة فيليب. (شخصية ثانوية في الموسم 1، شخصية رئيسية في الموسم 2)

### الشخصيات الثانوية
- ريتشارد توماس بدور العميل فرانك غاد، مشرف في مكتب التحقيقات الفيدرالي.
- مارغو مارتنديل بدور كلوديا، المشرفة على فيليب واليزابيث.
- ماكسيميليانو هيرنانديز بدور كريس أمادور، شريك ستان في مكتب التحقيقات الفيدرالي (الموسم 1).
- دانيال فلارتي بدور ماثيو بيمان، ابن ستان
- ليف غورن بدور أركادي إيفانوفيتش، مسؤول الاستخبارات السوفييتية في الولايات المتحدة.
- بيتر فون بيرغ بدور فاسيلي نيكولايوفيتش، مسؤول الاستخبارات السوفييتية السابق في الولايات المتحدة.
- ديريك لوك بدور غريغوري، ناشط سابق في الحقوق المدنية، والآن جاسوس لصالح السوفيت.
- كوستا رونين بدور أوليغ إيغوريفيتش بروف، ضابط العلوم والتكنولوجيا الجديد في السفارة السوفييتية، وابن أحد أصحاب النفوذ في روسيا.
- رين شميدت بدور بدور كيت، المشرفة الجديدة على فيليب واليزابيث.

## المواسم
| الموسم | الموسم | الحلقات | تاريخ البث الأصلي | تاريخ البث الأصلي |
| الموسم | الموسم | الحلقات | بداية الموسم      | نهاية الموسم      |
| ------ | ------ | ------- | ----------------- | ----------------- |
|        | 1      | 13      | 4 أبريل، 2013     | 20 يونيو، 2013    |
|        | 2      | 13      | 28 فبراير، 2014   | 23 مايو، 2014     |
|        | 3      | 13      | 28 يناير، 2015    | 22 ابريل، 2015    |
|        | 4      | 13      | 16 مارس، 2016     | 8 يونيو، 2016     |

## الإستقبال

### الاستقبال النقدي

#### الموسم الأول
تلقى الموسم الأول من الأمريكيون مراجعات إيجابية من النقاد. على موقع الطماطم الفاسدة، حصل على تقييم 90%. اما على موقع ميتاكريتيك حصل على تقييم 77/100 بناءً على 35 مراجعة. وضعه معهد الفيلم الأمريكي في قائمة أفضل 10 مسلسلات تلفزيونية في 2013.

#### الموسم الثاني
تلقى الموسم الثاني إشادة كبيرة. على موقع الطماطم الفاسدة، حاصل على تقييم 97%. اما على موقع ميتاكريتيك حصل على تقييم 88/100 بناءً على 31 مراجعة. تيم غودمان من مجلة وموقع هوليوود ريبورتر وصف المسلسل بأنه «واحد من أروع الأعمال الدرامية التلفزيونية».

### الجزائز والترشيحات
| السنة | الجائزة                       | الفئة                            | المرشح         | النتيجة |
| ----- | ----------------------------- | -------------------------------- | -------------- | ------- |
| 2013  | معهد الفيلم الأمريكي          | قائمة أفضل 10 مسلسلات لعام 2013  |                | فوز     |
| 2013  | معهد الفيلم الأمريكي          | قائمة أفضل 10 مسلسلات لعام 2014  |                | فوز     |
| 2013  | جوائز اختيار النقاد للتلفزيون | أفضل ممثل في مسلسل درامي         | ماثيو ريس      | رُشِّح     |
| 2013  | جوائز اختيار النقاد للتلفزيون | أفضل ممثلة في مسلسل درامي        | كيري رسل       | رُشِّح     |
| 2013  | جوائز اختيار النقاد للتلفزيون | أفضل مسلسل درامي                 |                | رُشِّح     |
| 2013  | جوائز اختيار النقاد للتلفزيون | أفضل ممثل مساعد في مسلسل درامي   | نواه إيميريش   | رُشِّح     |
| 2013  | جوائز الإيمي برايم تايم       | أفضل ممثلة ضيفة في مسلسل درامي   | مارغو مارتنديل | رُشِّح     |
| 2013  | جوائز الإيمي برايم تايم       | أفضل موسيقى إفتتاحية             |                | رُشِّح     |
| 2013  | جائزة ستالايت                 | أفضل ممثلة في مسلسل درامي        | كيري رسل       | رُشِّح     |
| 2013  | جائزة ستالايت                 | أفضل ممثلة ضيفة في مسلسل درامي   | مارغو مارتنديل | رُشِّح     |
| 2013  | جائزة ستالايت                 | أفضل مسلسل درامي                 |                | رُشِّح     |
| 2013  | جائزة رابطة نقاد التلفزيون    | أفضل أنجاز فردي في مجال الدراما  | ماثيو ريس      | رُشِّح     |
| 2013  | جائزة رابطة نقاد التلفزيون    | أفضل أنجاز في مجال الدراما       |                | رُشِّح     |
| 2013  | جائزة رابطة نقاد التلفزيون    | أفضل مسلسل جديد                  |                | فوز     |
| 2013  | جائزة رابطة نقاد التلفزيون    | أفضل مسلسل                       |                | رُشِّح     |
| 2014  | معهد الفيلم الأمريكي          | قائمة أفضل 10 مسلسلات لعام 2013  |                | فوز     |
| 2014  | جوائز اختيار النقاد للتلفزيون | أفضل ممثل في مسلسل درامي         | ماثيو ريس      | رُشِّح     |
| 2014  | جوائز اختيار النقاد للتلفزيون | أفضل ممثلة في مسلسل درامي        | كيري رسل       | رُشِّح     |
| 2014  | جوائز اختيار النقاد للتلفزيون | أفضل مسلسل درامي                 |                | رُشِّح     |
| 2014  | جوائز اختيار النقاد للتلفزيون | أفضل ممثلة مساعدة في مسلسل درامي | أنيت ماهندرو   | رُشِّح     |
| 2014  | جوائز الإيمي برايم تايم       | أفضل ممثلة ضيفة في مسلسل درامي   | مارغو مارتنديل | رُشِّح     |
| 2014  | جائزة ستالايت                 | أفضل ممثلة في مسلسل درامي        | كيري رسل       | رُشِّح     |
| 2014  | جائزة زحل                     | أفضل ممثلة في مسلسل درامي        | كيري رسل       | رُشِّح     |
| 2014  | جائزة زحل                     | أفضل مسلسل درامي - قناة كيبل     |                | رُشِّح     |
| 2014  | جائزة رابطة نقاد التلفزيون    | أفضل أنجاز فردي في مجال الدراما  | ماثيو ريس      | رُشِّح     |
| 2014  | جائزة رابطة نقاد التلفزيون    | أفضل أنجاز في مجال الدراما       |                | رُشِّح     |

## وصلات خارجية
- الموقع الإلكتروني
- الأمريكيون على موقع IMDb (الإنجليزية)
- الأمريكيون على موقع ميتاكريتيك (الإنجليزية)
- الأمريكيون على موقع الموسوعة البريطانية (الإنجليزية)
- الأمريكيون على موقع روتن توميتوز (الإنجليزية)
- الأمريكيون على موقع نتفليكس (الإنجليزية)
- الأمريكيون على موقع أول موفي (الإنجليزية)
- الأمريكيون على موقع فيلمافينيتي (الإسبانية)
- الأمريكيون على موقع كينوبويسك (الروسية)
- الأمريكيون على موقع ألو سيني (الفرنسية)
- الأمريكيون على موقع قاعدة بيانات الفيلم (الإنجليزية)
- الأمريكيون في موقع ميتاكريتيك